# System zarządzania kolorem
W przetwarzaniu obrazów cyfrowych system zarządzania kolorem (CMS, ang. Color Management System) jest to system, który umożliwia wierne odwzorowanie kolorystyczne danego produktu (reprodukcja kolorów) na wszystkich urządzeniach biorących udział w przetwarzaniu koloru (monitor, drukarka, skaner, aparat fotograficzny)
System zarządzania barwami:
- zapewnia przenośność barwy w przepływie pracy i niezależność barw od urządzeń (niezależna przestrzeń barw)
- umożliwia kontrolę koloru w etapie prepress
- wymaga
  - kalibracji urządzeń
  - utworzenia dokładnie takich samych profili kolorystycznych lub tablic (ang. 3D LUTs = LookUp Table) na wszystkich urządzeniach, które biorą udział w procesie przetwarzania kolorów
- posiada algorytm przekształcania modeli barw i algorytm renderowania barw spoza gamy

## Typy
Systemy zarządzania kolorem (CMS, ang. Color Management System) są oparte na:
- profilach kolorystycznych ICC
- tablicach (ang. 3D LUTs = LookUp Table) reprezentujących transformację kolorów

## Transformacja koloru
Zgodnie z terminologią Międzynarodowego Konsorcjum Kolorów (ICC) konwersja pomiędzy przestrzeniami barw (ang. ) może przejść przez przestrzeń łączącą profile (ang. Profile connection space, PCS):
```
 lang="en">CS1 → PCS → CS2
```

Konwersje do i z PCS są określone przez profil kolorów. 
Przykłady PCS
- CIELAB
- CIEXYZ

## Przyczyny niezgodności kolorystycznych
- różne modele pracy urządzeń
- różne gamy barw na urządzeniach
- indywidualne cechy urządzeń